# 玩具总动员角色列表
本表列出由皮克斯動畫工作室製作，華特迪士尼影業發行的動畫電影《玩具总动员》及其续集《玩具总动员2》、《玩具总动员3》、《玩具总动员4》中登場的角色。

## 玩具

### 安迪的家
- 胡迪

《玩具总动员》系列电影中的主角。一个怀旧的缝线牛仔玩偶。他是安迪自小最喜欢的玩具，在安迪的床上有一块领地，而且是众玩具之首领。在《玩具总动员2》中提到，警长胡迪的原型是一个在1950年代大受欢迎的电视剧系列《胡迪牛仔秀》的主角，其他主角包括他的坐骑紅心、女牛仔翠絲及矿工邋遢彼得。當時《胡迪牛仔秀》在电视上热播的时候，他可谓红极一时。胡迪是安迪最喜欢的玩具。尽管他的主人已经长大成人，但是忠诚的胡迪仍然保持着他坚定的信念，这也让安迪对他的玩具十分爱护。虽然玩具业不断的发展，但是胡迪仍然有着自己与众不同的魅力。在胡迪有效的领导下，安迪的玩具没有一个被他抛在脑后。在第一集中，当安迪得到巴斯的时候，高兴得把其他玩具都扔在一边，引起了安迪最爱玩具的胡迪的嫉妒。然而，经过了风风雨雨之后，胡迪和巴斯却建立了深厚的友情，并成为一辈子的好朋友。在玩具總動員4中，胡迪不再風光無限，為了證明自身的價值胡迪選擇幫助主人邦妮的新叉叉融入玩具世界，在一系列歷險中胡迪邂逅了曾經愛慕的對象牧羊女寶貝，在牧羊女的引領和開導下胡迪決定成為一個不需要主人，擁有獨立自主意識的玩具，在故事的最後胡迪和“摯愛”牧羊女一起浪跡天涯，幫助更多的玩具尋找主人。 胡迪個性正直、聰明且善良，對朋友亦如同對主人一樣忠心耿耿並且講義氣，電影中多次出生入死只為拯救同伴。皮克斯將胡迪警長這個聰明正直的角色刻劃的相當成功，也因為此一電影系列讓胡迪警長的形象成功烙印在觀眾的心目中。
- 巴斯光年

《玩具总动员》系列电影中的主角。一个高科技的星际巡逻员玩具，製造於台灣。他作为安迪的新玩具时始終認為自己是個真正的太空騎警，也引起了警长胡迪的妒忌，但最终他们还是成为了好朋友。
巴斯在角色构思的时候的名字是Lunar Larry和Tempus from Morph。在《汽车总动员》中buzz 则是一辆汽车的名字。加强版巴斯光年是一个多加了一条反重力腰带的巴斯光年玩具，在《玩具总动员2》， 加强版巴斯光年把“系列第一個”巴斯光年锁在了售货架上（因为这个同型號的巴斯光年也不知道自己只是一个玩具）。
巴斯光年是最新动画《巴斯光年》的主角，集激光光枪、空手道、动态翅膀于一身的宇宙无敌英雄，他的任务是牵制札克天王的进攻，并打败邪恶的札克天王。玩具们都叫他巴斯，安迪生日会得到的新玩具礼物。在《玩具总动员》中，巴斯在阿薛家看到了关于巴斯玩具的广告，翻開手背上的蓋子後看見"台灣製造"字樣時，才知道了自己只是一个玩具而并非地球的拯救者，此时他的价值观和人生观都受到了极大的冲击，巴斯陷入了长时间的一蹶不振，最后在胡迪等伙伴的鼓励下重拾了信心。他现在认为和玩具大家庭的每一员和睦相处是最重要。巴斯的梦想着与亲密战友胡迪成为安迪最喜爱的玩具，在两人的斗智斗勇中过程中巴斯的成长也让人刮目相看。重新設定錯誤的巴斯會講西班牙文。
- 翠丝

《玩具總動員2》初次登場。翠丝是一个乐于助人，热心而温柔的女牛仔玩具，喜欢巴斯光年。在安迪的众多玩具中，翠丝总是害怕被遗弃。她坚持认为每个玩具都能掌控自己的命运，但是这真的是他们自己能做到的吗？
- 牧羊女寶貝（Bo Peep）

是胡迪在安迪玩具間愛慕的對象。原本在電視中和翠絲女牛仔是一對，但在玩具世界牧羊女和胡迪一對，巴斯則和翠絲一對。宝贝是一个牧羊女造型的摆设玩具，是胡迪的女朋友，喜欢胡迪，集善良和温柔于一身，有一群牧羊。在第三部被安弟的妹妹茉莉送人或卖出去了，但將會在第四部回歸。在《玩具總動員4》中，牧羊女不僅更換了全新的造型，性格也隨之改變。她從一個乖乖女，轉變成了一個主打動作的女性。由之前的優雅的淑女變成堅強獨立並渴望新生活熱愛冒險的‘女俠’ 。本片開頭交代了牧羊女與胡迪分離的情景和原因，幾年之後牧羊女與胡迪再次邂逅。他們和達鴨，兔哥以及瀟灑公爵聯手從邪惡的蓋比娃娃手中拯救主人邦妮心愛的玩具叉叉，在故事的最後牧羊女與胡迪即將再次分離，但最終在牧羊女的引領和開導下，胡迪選擇和牧羊女一起成為擁有獨立意識的玩具。
- 牧羊女的羊（Bo Peep's Sheep）

三隻羊合再一起的玩具，三顆頭名字分為比莉、羊羊、嘎嘎。
- 紅心

《玩具總動員2》初次登場。红心不会讲话，他却是《胡迪牛仔秀》中胡迪最信赖的伙伴。红心跑起来有风驰电掣一般的速度，尤其是当胡迪骑在上面更是如虎添翼。虽然他不说话，我们仍能感受到他对玩具们的关心 。
- 小綠人（Squeeze Toy Aliens）

常被稱為三眼怪，经常能听到三个三只眼睛的绿色大嘴玩具异口同声驚訝的喊道“嗚～～～！”。他们是来自神秘披萨星球的外星人。安迪的三只小綠人是在第二集初次登场（不包括第一集）。因为蛋头先生救了他们的性命，所以他们把蛋头夫妇当作父母一样尊敬，于是他们也有了另一句口头禅“你救了我们，我们永远感谢你”。蛋頭太太也收他們為乾兒子，但蛋頭先生一直不認他們，直到第三集垃圾焚燒場裡在最後關頭時救了所有玩具，為了感謝並開口叫他們兒子。在電影《巴斯光年的星際使命（Buzz Lightyear of Star Command）》中，小綠人的星球上有一顆稱為合異之星的球體，小綠人們可以靠著這顆合異之星達到齊心協力的效果
- 火腿

小豬造型的塑膠錢箱。他对世事无所不知，甚至知道當掉的巴斯講的是西班牙文……至少他希望别人认为他很能干。
- 彈簧狗（Slinky Dog）

狗是人类最好的朋友，而塑料品种的狗同样如此。弹簧狗随时伴随在玩具们的身边，他愿意为朋友奉献出自己的一切。
- 蛋頭先生（Mr. Potato Head）

蛋頭先生是一个爱说俏皮话、容易头脑发热、一脸愤世嫉俗的人。坚硬的塑料外壳成了他永远的悲哀；但他能把自己的所有都奉献给蛋头太太，则展现了他温柔的一面。
- 蛋頭太太（Mrs. Potato Head）

蛋頭先生的太太，比蛋頭先生晚出现，安弟在圣诞节得到的新玩具礼物，很唠叨琐碎，但是关心蛋頭先生。影片中有场景是她不断的往蛋頭先生身体里放各种东西，为了给先生更多更全的准备。
- 抱抱龍（Rex）

綠色恐龍塑膠玩具，性格自卑，看似是玩具箱中最可怕的恐龙，但他卻是最可爱的玩具之一。虽然他总是因为胆小而低声嘟囔，却也只有通过这种方式才能让他找到他的朋友们。 喜歡玩電視遊樂器，在第二集還「親尾打敗」了札克天王。
- 芭比

第一次在第二集登場，但只是過場的角色。一般所說的本編的芭比是第三集的芭比，是另一個同型號的娃娃，作為茉莉的玩具，她被捐給了幼稚園，但芭比很快又容光煥發，因為他遇到讓她一見鍾情的，還有肯尼那間大房子。雖然芭比總是令人一見傾心，但她已不再是原來的自己，她變得果斷勇敢，一次又一次地教會肯尼什麼才是真正的友誼。
- 綠色小士兵（Sarge and his Bucket O' Soldiers）
  - 隊長和士兵们是高地战斗中最优秀的作战团队，他们有着钢铁般的斗志和拳头一样过硬的团队协作精神。他们的双脚看起来可能会影响他们的作战效率，但你的担心是多余的，战士们不会因为任何困难而放慢速度——衝！衝！衝！在第三部为了不想被丢弃而自行离开安迪家，而最后由胡迪指引前往陽光托兒所。

- 遙控車

遙控玩具車，曾被胡迪操控，把巴斯光年撞下房間，速度快到跟真的車子一樣快。在第三部被安迪送人或卖出去了。
玩具雙筒望遠鏡。在第三部被安迪送人或卖出去了。
- 企鹅吱吱（Wheezy）

繫著紅色領結的橡膠玩具企鵝。在安弟小時候壞掉了，以致於不能發出吱吱聲，在第二部片末時已修好了。在第三部被安迪送人或卖出去了。
- 神奇畫版

玩具畫板。在第三部被安迪送人或卖出去了。
玩具麥克風。
- 串字先生（Mr. Spell）

摔跤運動員玩具。
- 蛇仔﹠機械人（Snake and Robot）

橡膠鯊魚玩具。

### 阿薛的家
被阿薛用炸藥粉碎的步兵模型玩具。
被阿薛改裝的玩具：

將獨眼嬰兒娃娃頭裝上金屬蜘蛛腳的玩具。
- 長腿

將魚杆裝上芭比娃娃雙腿的玩具。

會彈出綠色彈簧怪手的玩具盒子。
- 滑板

將飛行員的上身裝上滑板的玩具。
- 青蛙

將發條青蛙的後腿換成兩個車輪的玩具。

將男娃娃的頭裝在滾輪學步器的上面和有米奇的手的玩具。
- 鴨仔

將小鴨的頭裝上嬰兒娃娃上身和彈簧腳的玩具。

將昆蟲頭的司機裝在頭部(原先頭部失去)和沒有下半身的摔角手玩具。

將玩具車的四輪換成嬰兒娃娃手腳的玩具。
- 珍妮和玩具翼手龍（Janie and Pterodactyl）

阿薛從漢娜的手中搶走珍妮，將翼手龍的頭改裝在珍妮的身上，但最後被改裝的玩具們修好了。

### 艾爾的家／玩具店
- 礦工邋遢彼得（Stinky Pete the Prospector）

《Woody's Roundup》的人物。玩具总动员2的反派，由于艾尔只有集齐全套《Woody's Roundup》玩具，它们才具有收藏价值，所以想方设法阻止胡迪逃脱。最终胡迪被顺利救出，而其也被掉包一个喜愛給玩具塗鴉的小女孩的背包中。
- 巴斯光年增強版（附加腰帶）（Deluded Buzz）

和起初的巴斯光年一样认为自己是宇宙无敌英雄，曾经将原来的巴斯光年击倒并锁在玩具盒中，自己阴差阳错地跟随拯救胡迪小队中。最终遇到“札克天王”并被他所说的“我是你的爸爸”所震惊。在原来的巴斯光年带着小队离开去追逐艾尔时，他正和“札克天王”高兴地玩耍。
- 札克天王（Emperor Zurg）

是一個電影中的反派，巴斯的頭號敵人，巴斯光年在他的卡通片及遊戲中的任務，就是消滅札克，但其實札克也恨他入骨，有一個按鈕一按，他便會說"消滅巴斯光年"。最有力的武器是右臂的離子槍（第三集得知離子槍可拿下來），可以打出一连串的弹珠(或是球)，自稱是巴斯光年的父親（致敬星際大戰），但他們是不是父子，三集都沒有證實。

### 陽光托兒所
- 熊抱哥（Lots-O'-Huggin' Bear）

玩具总动员3的反派，這個可愛的大熊聞起來有香甜的草莓味，最喜歡的事情就是讓你給他一個擁抱。但自從被主人遺棄後，個性180度大轉變，變得暴躁獨斷，成为了托儿所玩具的初任領導，最终在垃圾场中被垃圾运输车司机看到，绑在车头前做装饰。
熊抱哥的手下，對芭比一見鍾情，故事後期他為了芭比最後背叛熊抱哥，熊抱哥被大寶寶丟入垃圾箱後，接替熊抱哥成為托兒所裡的新領導者，以開明的態度領導托兒所裡所有的玩具，成为托儿所的第二任领导。
- 大寶寶（Big Baby）

表情栩栩如生的男性嬰兒娃娃，樣子非常討人喜愛，有一雙可愛的藍色大眼睛，右眼眼睛因為破了所以是半合的，而且身體上有多處蠟筆的畫紋就像刺青般，常常拿着奶瓶，在熊抱哥一夥人中氣力最大，跟熊抱哥一起被主人遺棄，同時是托儿所中个子最大的玩具，之后成为了肯尼之下的第三任领导。
- 虎神戰士（Twitch）

熊抱哥的手下，其后倒戈肯尼。
- 大章魚（Stretch）

熊抱哥的手下，其后倒戈肯尼。
- 大塊頭（Chunk）

熊抱哥的手下，其后倒戈肯尼。
- 火爆史巴克（Sparks）

熊抱哥的手下，其后倒戈肯尼。
- 玩具電話（Chatter Telephone）

胡迪要带领他的玩具朋友们离开，就是玩具电话帮的忙。
- 書蟲

書蟲的工作就是面帶微笑讓你的寶貝在睡前養成良好的閱讀習慣，強力手電筒和持久燈泡讓你在閱讀時不會造成眼睛疲勞。
熊抱哥的手下，知道所有玩具的使用說明書，以此來幫助熊抱哥對付不聽話的玩具。

### 邦妮的家
- ：熊抱哥之前的朋友
- 釘子褲先生（Mr. Pricklepants）：刺猬公仔
- 犀莉：三角龙玩具
- 小奶油（Buttercup）：独角兽公仔
- 桃莉:女孩布偶娃娃
- 三小豆（Peas-In-A-Pod）
- 龍貓
- 叉奇  ：

一次性叉勺手工玩具，玩具總動員4重要角色。
邦妮第一次上幼兒園時製作了他，但他堅持自稱是垃圾多次想被丟進垃圾堆裡都被胡迪阻止。
後來聽了胡迪和蓋比蓋比的故事之後決定當邦妮的玩具。
- 刀奇：一次性刀手工玩具。

### 其他玩具
- 其他小綠人

在玩具總動員第一集，披薩星球店中有一台充滿小綠人的火箭造型夾娃娃機，他們很遵守"爪子的決定"，被爪子夾中就一定得離開。阿薛的小綠人被阿薛夾中後而帶回家淪落到被阿德咬，之後同樣在後院也參與拯救巴斯或向阿薛報復。
- 蓋比蓋比（Gabby Gabby）

玩具總動員4的反派，妄圖拿走胡迪的發聲盒，認為跟故事書一樣的妮妮是她的主人，最後胡迪和寶貝的幫助找到新主人。
- 吱吱妹（Giggle McDimples）

- 卡蹦公爵（Duke Caboom）

- 鴨霸

- 兔崽子（Bunny）

## 人類與動物

### 主角一家
- 安迪

《玩具总动员》系列电影中玩具的主人，第三集成為大學生。
- 茉莉

安迪的妹妹，第三集將芭比丟入紙箱，並被媽媽捐給陽光托兒所。
- 戴維斯太太（Mrs. Davis）

安迪的媽媽。從其成長背景觀察，有人猜測她就是翠絲的前主人艾蜜莉(因為牛仔帽的部分)。
- 臭小子（Buster）

安迪一家養的小狗，只聽從胡迪命令。第三集已年老，無法再聽從胡迪命令。

### 《玩具总动员》登場角色
- 阿薛飛利浦（Sid Phillips）

反斗奇兵1的反派，是個玩具破壞狂，常把玩具分解重組裝。也就是第三集的收垃圾員工，喜愛搖滾音樂。
- 漢娜

阿薛的妹妹，她的玩具常常被阿薛破壞。
- 阿德

阿薛家養的一隻牛頭梗

### 《玩具总动员2》登場角色
- 艾爾

玩具商，在一場二手拍賣會把胡迪偷走了。
- 基里先生（Geri）

《基里先生的西洋棋》主角特別演出，玩具修理專家。
日本玩具博物館負責人。
- 艾蜜莉（Emily）

翠絲原本的主人，但將翠絲拋棄了。從其成長背景觀察，有人猜測艾蜜莉就是安迪的媽媽戴維斯太太。
- 喬伊

艾爾玩具倉庫的員工。

### 《玩具总动员3》登場角色
- 邦妮

黛西的女兒。安弟因看見放上閣樓的箱上看見了胡迪所寫的便條而得知邦妮對待玩具們態度友善，最後選擇把所有玩具都送給了她。
但第四集邦妮不再玩胡迪，第一次上幼兒園時製作了叉奇讓她重新獲得開朗。
- 黛西

抱哥、大B和的主人，因為不小心在旅行中將他們遺失，後來買了新的草莓熊導致抱哥個性轉變。

### 《玩具總動員4》登場角色
- 瑪嘉烈（Margaret the Store Owner）

第二次機會古董店的老闆，很疼愛自己的孫女。
- 妮妮

瑪嘉烈的孫女，常來古董店玩，蓋比蓋比妄想成為她的玩具，但妮妮覺得蓋比蓋比已經老了，所以不想跟蓋比蓋比玩。